# August Hajduk

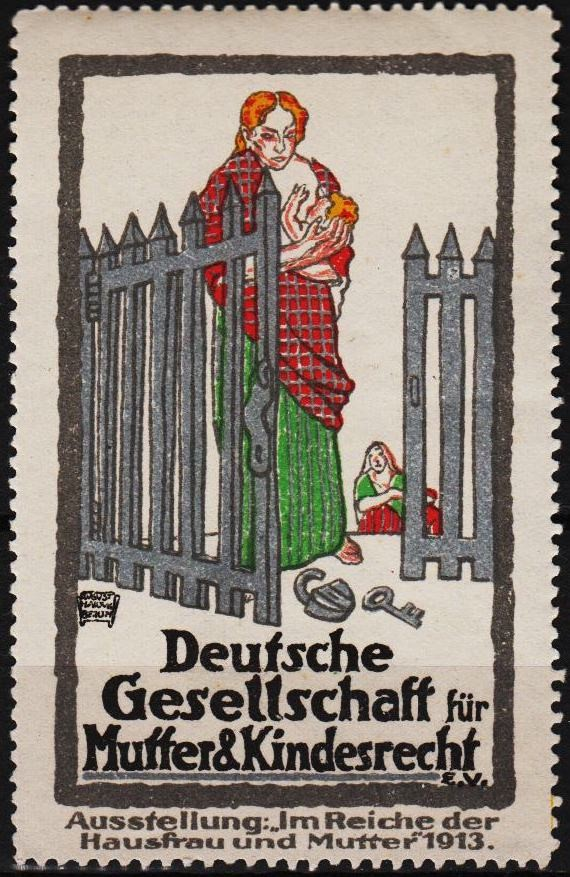
Reklamemarke Hajduks im Auftrag von Adele Schreiber-Krieger für die Deutsche Gesellschaft für Mutter- und Kindesrecht und deren 1913 in Berlin veranstaltete Ausstellung „Im Reiche der Hausfrau und Mutter“

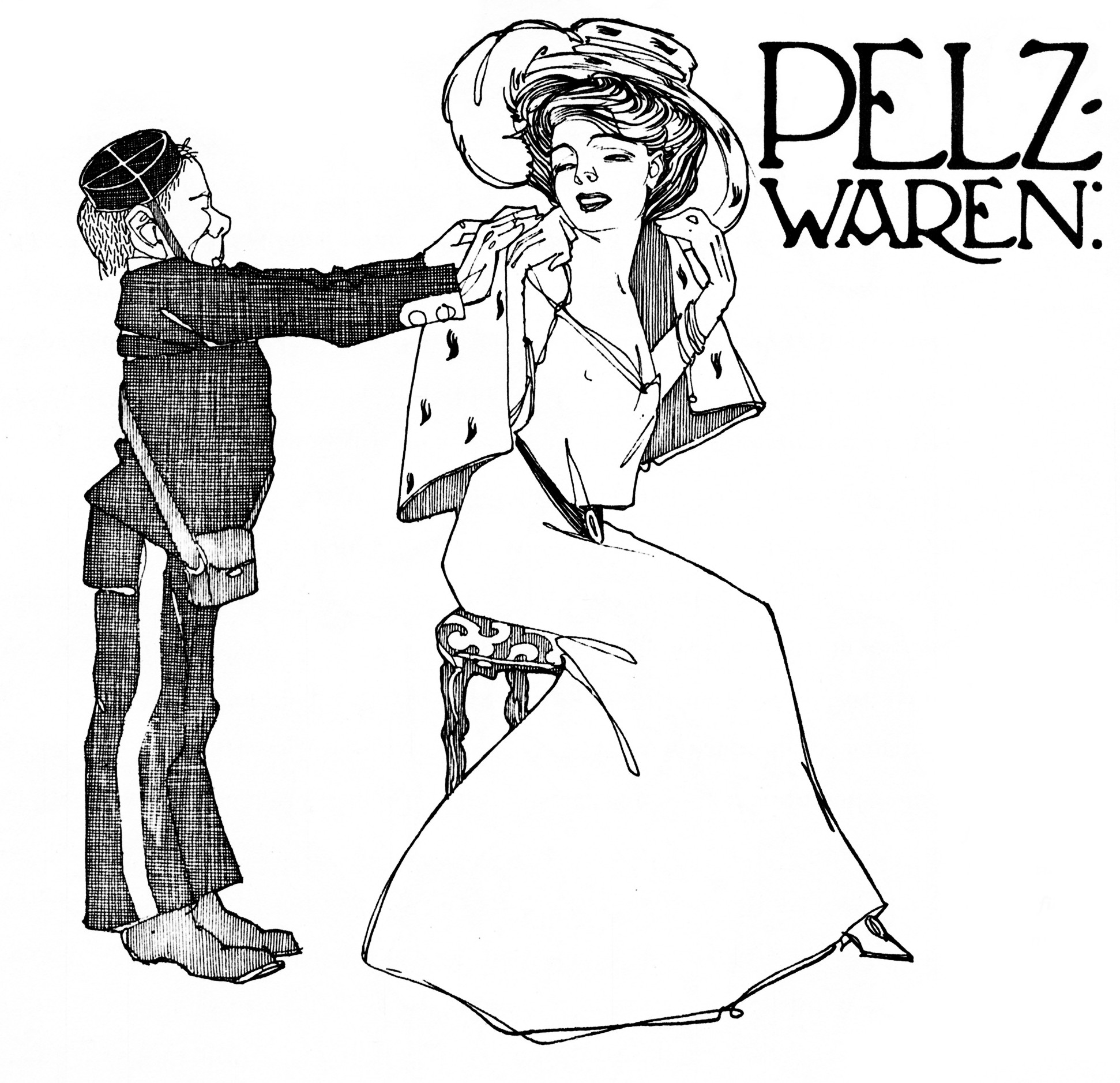
Eines der von Hajduk entworfenen Motive in einer Zeitungsanzeige für die Modeabteilung des KaDeWe in Berlin (Ätzradierung)

August Hajduk, auch August Haiduk (* 1. Juli 1880 in Gleichenberg, Steiermark; † nach 1918) war ein österreich-ungarischer Grafiker, Porträtmaler, Illustrator und Schriftgestalter.

## Leben und Werk
Haiduk war der Sohn eines Schuhmachers und studierte zunächst an der Grazer Zeichenakademie. Im Frühjahr 1900 meldete er sich für ein Studium an der Akademie der Bildenden Künste München an, das es jedoch nicht antrat. Stattdessen besuchte er die Bildhauerschule von Wilhelm von Rümann.
Anschließend war er in Berlin tätig. Dort arbeitete er unter anderem für die Warenhauskette A. Jandorf & Co. Zur Eröffnung von deren Kaufhaus des Westens (KaDeWe) in Berlin (1907) schaltete Jandorf in Tageszeitungen technisch erstmals möglich gewordene ganzseitige Bildinserate, entworfen von Hajduk. Für Jandorf wie für andere Auftraggeber, auch außerhalb Berlins, schuf Hajduk neben Plakaten auch Reklamemarken und Exlibris. Für die Berliner Chemiefirma Otto Ring & Co., die den Alleskleber Syndetikon herstellte, entwarf er Plakate und Reklamemarken, sowie als Werbeartikel ein „Syndetikon-Bauspiel“, das auf der Internationalen Hygiene-Ausstellung in Dresden 1911 ausgezeichnet wurde und saß gemeinsam mit Gustav Lilienthal in der Jury eines Syndetikon-Bauspiel-Schülerwettbewerbs. Ebenso entwarf er Plakate für die Harlan-Werke in Johannisthal bei Berlin. Für M.J. Emdens Warenhaus Oberpollinger in München war Hajduk von Berlin aus ebenfalls tätig.
1910 entwarf er für die Bauersche Gießerei in Frankfurt am Main die Schriftart Haiduk-Antiqua.
Illustrationen von Hajduks Hand finden sich unter anderem in folgenden Büchern:
- Deutsche Kraft. (Schriftenreihe). Berlin, Leipzig, Wien: Collignon, 1915 (jeweils Umschlagzeichnungen)
- Eugen Illés: Die drei Väter. Berlin: Continent, 1910 (Illustrationen)
- Gerhard Herwigh: Rund um die Liebe: Tagebuch-Poesien. Darmstadt, Alexander Koch, um 1912 (Schrift, Bilder und Einband)
- "Album von Berlin, 65 Ansichten nach Momentaufnahmen". Parnassus Verlag, Berlin, Jahr unbekannt. (Umschlagzeichnungen)

Für die Satirezeitschrift „Ulk“ lieferte Hajduk ebenfalls mehrfach Karikaturen, häufig Kaiser Wilhelm II., aber auch andere, wie z. B. 1908 den Maler und Direktor der Hochschule für bildende Künste Anton von Werner. In der Kriegsnummer 40 des „Ulk“, erschienen am 7. Mai 1915, findet sich z. B. eine russenfeindliche Karikatur.
Im Oktober 1916 wurde er in die Kunstgruppe des k.u.k. Kriegspressequartiers aufgenommen, war zunächst an der Tiroler Front, im Sommer 1917 an der Ostfront in Galizien und im Herbst des Jahres 1917 an der rumänischen Front. 1918 arbeitete er wieder in Südtirol. Er malte während seines Einsatzes als Kriegsmaler im Ersten Weltkrieg vorwiegend Offiziers- und Mannschaftsporträts der k.u.k. Luftfahrtruppen.
Die letzte bekannte Erwähnung August Hajduks datiert aus dem Jahr 1918. Werke von Hajduk befinden sich heute unter anderem in den Beständen des Heeresgeschichtlichen Museums, des Deutschen Historischen Museums, des Museum Folkwang, des Gutenberg-Museums und in der Sammlung Hans Sachs.

## Werke (Auswahl)
- Feldpilot Hauptmann Walter von Lux. 1917, Öl auf Leinwand, 64 × 50 cm, Heeresgeschichtliches Museum Wien
- Feldpilot Zugsführer Rudolf Simonchics. 1917, Tempera auf Zeichenkarton, 48,5 × 41,2 cm, Heeresgeschichtliches Museum Wien
- Feldpilot Rudolf Segner. 1917, Tempera auf Zeichenkarton, 49,1 × 41,7 cm, Heeresgeschichtliches Museum Wien
- Drei Offiziere der Fliegerkompanie Nr. 36. 1917, Tempera auf Papier, 48,2 × 63,2 cm, Heeresgeschichtliches Museum Wien
- Drei Offiziere der Fliegerkompanie Nr. 36. 1917, Tempera auf Papier, 48,1 × 63,3 cm, Heeresgeschichtliches Museum Wien
- Drei Offiziere der Fliegerkompanie Nr. 36. 1917, Tempera auf Papier, 47 × 63,2 cm, Heeresgeschichtliches Museum Wien